# Microscop electronic

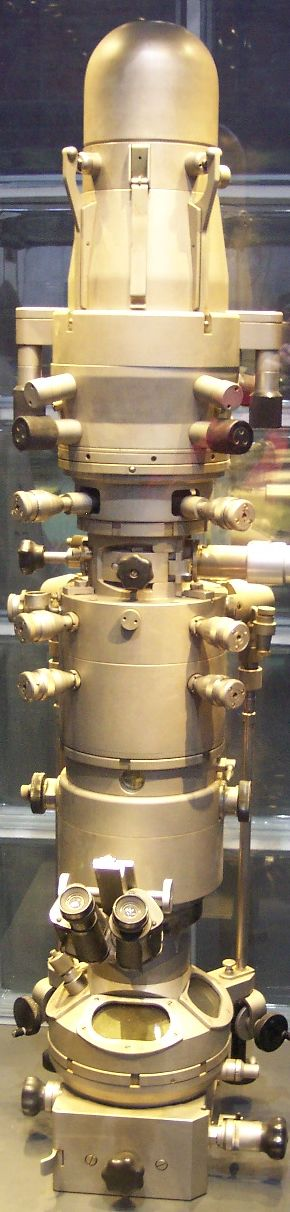
Microscop electronic

Un microscop electronic este un tip de microscop care folosește electroni pentru a ilumina specimenul și a transmite o imagine mărită a acestuia. Microscoapele electronice au rezoluție superioară microscoapelor cu lumină, și pot transmite o imagine mărită de mult mai multe ori . Unele microscoape electronice ajung să transmita o imagine mărită de 2 milioane de ori, pe când cele mai bune microscoape cu lumină transmit o imagine mărită de 2 000 de ori.

## Istoric
Primul microscop electronic a fost construit în 1931 de către inginerii germani Ernst Ruska și Max Knoll. Acesta era bazat pe ideile și descoperirile fizicianului francez Louis de Broglie. Deși primitiv și nepotrivit utilizărilor practice, instrumentul era capabil să transmită o imagine mărită a obiectelor de patru sute de ori.
Reinhold Rudenberg, directorul de cercetări al companiei Siemens, a patentat microscopul electronic în 1931, deși Siemens nu făcea cercetări în domeniul microscoapelor electronice la acea vreme. În 1937 Siemens a început să-i finanțeze pe Ruska și pe Bodo von Borries pentru dezvoltarea unui microscop electronic. Siemens l-a angajat și pe fratele lui Ruska, Helmut să lucreze la aplicații, în particular cu specimene biologice.
În același deceniu, Manfred von Ardenne a inventat microscopul electronic cu scanare și un microscop electronic universal.
Siemens a început producția comercială a microscopului electronic cu transmisie în 1939, dar până atunci primul microscop electronic cu utilizare practică fusese construit la Universitatea Toronto în 1938, de către Eli Franklin Burton și studenții Cecil Hall, James Hillier și Albert Prebus.

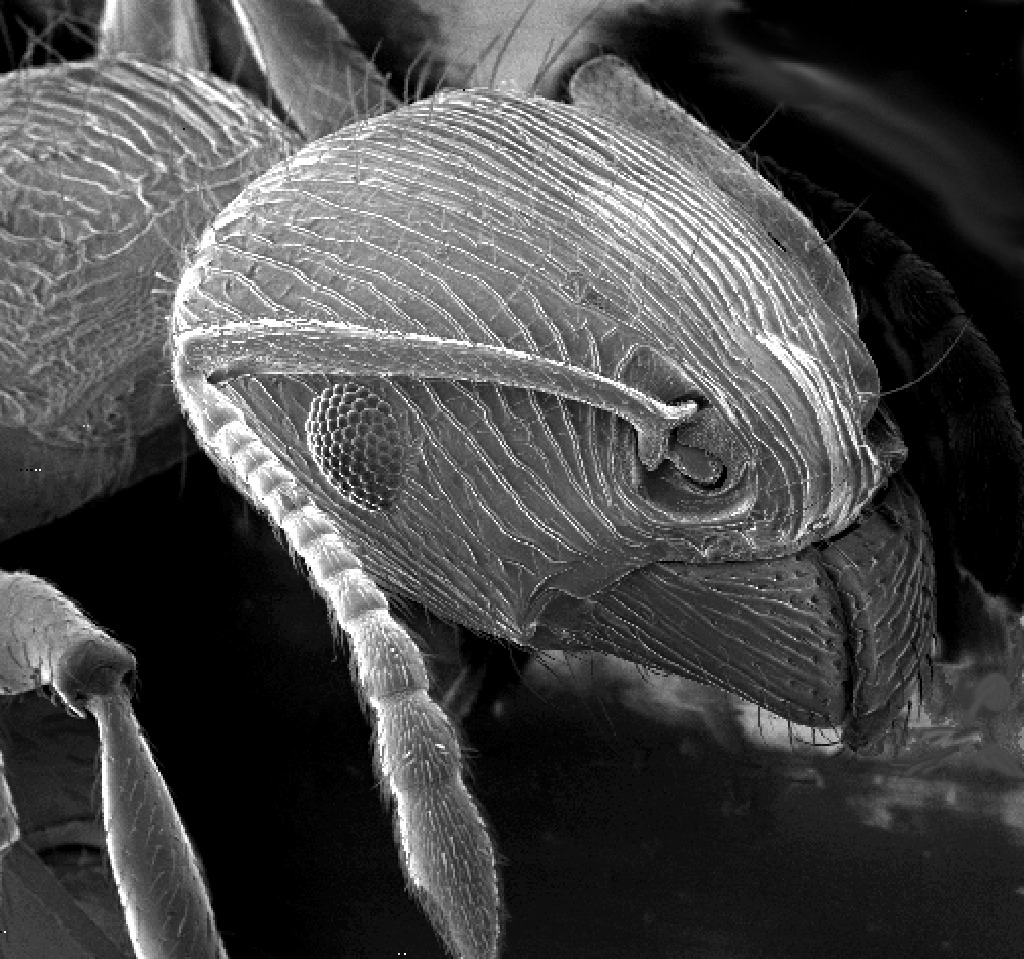
Imagine a unei furnici la microscopul electronic cu baleaj

Deși microscoapele electronice moderne pot transmite o imagine mărită a obiectelelor de până la două milioane de ori, toate se bazează pe prototipul lui Ruska. Microscopul electronic este nelipsit în multe laboratoare. Cercetătorii îl folosesc pentru a examina material biologic (cum ar fi microorganisme și celule), diferite molecule mari, probe de biopsie medicală, metale și structuri cristaline, și caracteristicile diferitelor suprafețe. Microscopul electronic este folosit extensiv pentru inspecția și asigurarea calității în industrie, inclusiv, în mod deosebit, în fabricarea dispozitivelor semiconductoare.
Cel mai puternic microscop din lume a fost anunțat la inceputul lui 2008. Transmission electron aberration-corrected microscope, prescurtat "TEAM" atinge rezoluția de 0,5 Ångström, in jur de 1 milion de ori mai mic decât diametrul unui fir de păr.

## Tipuri de microscoape electronice

### Microscopul electronic cu transmisie
Forma originală a microscopiei electronice, microscopia electronică cu transmisie implica o rază de electroni la tensiune înaltă emisă de un catod, de regulă filament de wolfram, și focalizată de lentile electrostatice și electromagnetice. Raza de electroni care a fost transmisă printr-un specimen parțial transparent pentru electroni transportă informație despre structura internă a specimenului în raza care ajunge la sistemul de formare a imaginii. Variația spațială a acestei informații ("imaginea") este apoi mărită de o serie de lentile electromagnetice până când este înregistrată la coliziunea cu un ecran fluorescent, placă fotografică, sau senzor de lumină cum ar fi un senzor CCD. Imaginea detectată de CCD poate fi afișată în timp real pe un monitor sau transmisă pe loc unui calculator. 
Rezoluția unui microscop electronic cu transmisie este limitată în principal de aberația de sfericitate, dar o nouă generație de sisteme de corecție a aberațiilor a avut ca efect depășirea parțială a aberațiilor sferice și creșterea rezoluțiilor. Corecțiile din software ale aberației de sfericitate pentru microscoapele electronice cu transmisie de înaltă rezoluție a permis producerea unor imagini cu rezoluție suficient de bună pentru a evidenția atomi de carbon în diamante, aflați la distanțe de doar 0.89 ångströmi (89 picometri) unii de alții și atomi din siliciu la distanțe de 0.78 ångströmi (78 picometri), mărind de 50 de milioane de ori. Capacitatea de a determina pozițiile atomilor în cadrul materialelor a făcut din acest tip de microscop o unealtă importantă pentru cercetarea și dezvoltarea din domeniul nanotehnologiilor.
Prin utilizarea grafenului ca purtător de specimen rezoluția acestui tip de microscop a putut fi mărită recent (2008) în mod foarte eficient. Vezi articolul Grafen.

### Microscopul electronic cu scanare

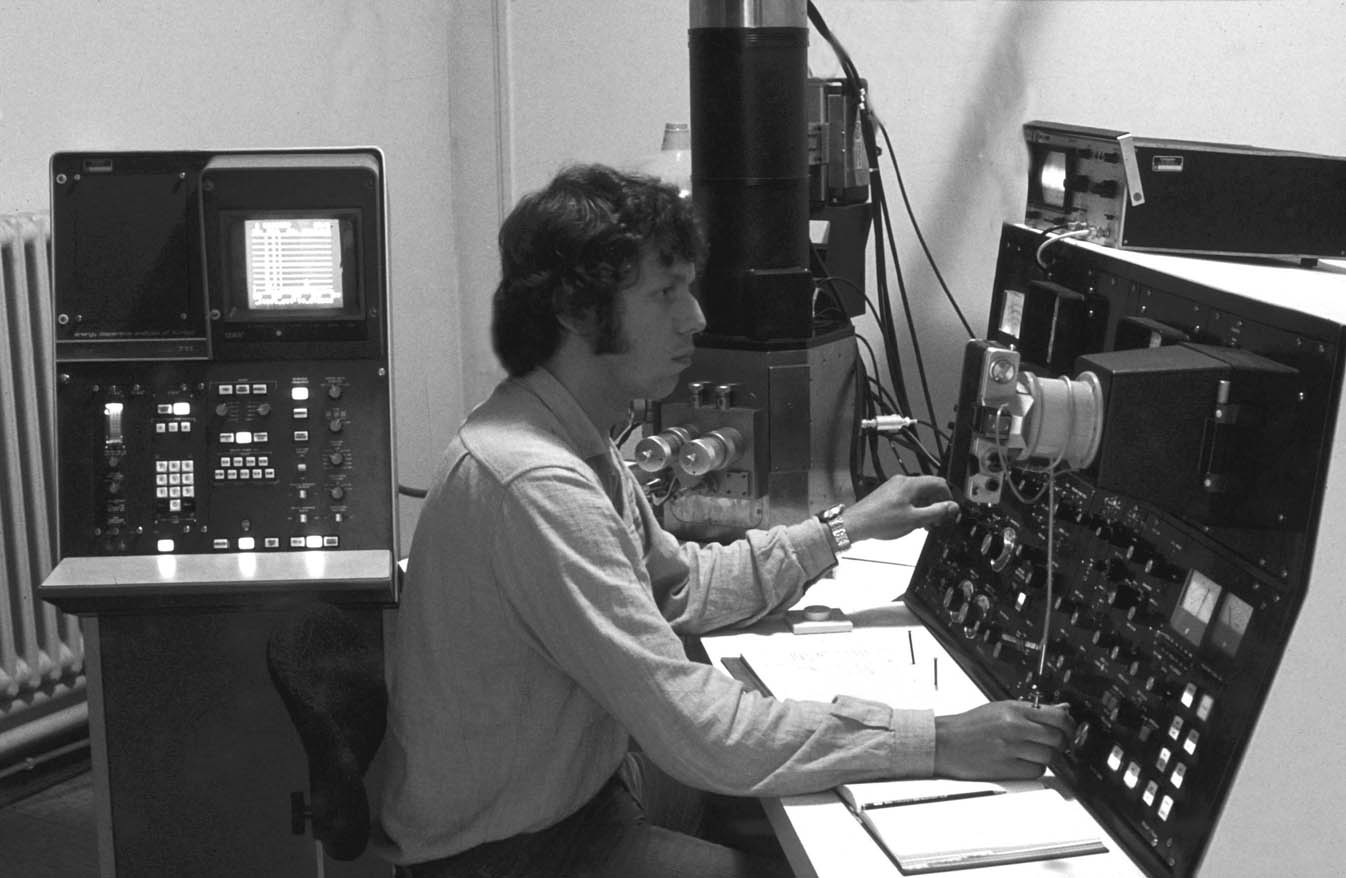
Microscop electronic cu scanare la Institutul de Geologie al Universității din Kiel, Germania, în 1980. Coloana din mijloc produce fluxul de electroni, iar specimenul este plasat la bază

Spre deosebire de MET, unde raza de electroni la tensiune înaltă formează imaginea specimenului, microscopul electronic cu scanare produce imagini prin detecția electronilor secundari, cu energie scăzută, emisi de pe suprafața specimenului datorită excitării acestuia de către raza principală de electroni. În MES, raza de electroni parcurge întreg specimenul, detectorii construind o imagine prin maparea semnalelor detectate la poziția razei.
În general, rezoluția MET este de regulă cu un ordin de mărime mai mare decât cea a MES, dar, datorită faptului ca imaginea produsă de microscoapele cu scanare se bazează pe procese de suprafață și nu pe transmisie, este capabil să vizualizeze probe mai mari, și are o adâncime de penetrare mult mai mare, producând astfel imagini care sunt o bună reprezentare tridimensională a probei.

### Microscopul electronic cu reflexie
În plus, există și microscoape electronice cu reflexie (MER). Ca și MET, această tehnică implică raze de electroni incidente pe o suprafață, dar în loc să folosească electronii transmiși, sau cei secundari, se detectează raza reflectată. 

### Microscopul electronic cu scanare și transmisie
MEST combină înalta rezoluție a MET cu funcționalitățile MES, permițând folosirea unei game de tehnici de analiză imposibil de atins cu MET convenționale.